# Ravenfield
Ravenfield – wieś w Anglii, w hrabstwie ceremonialnym South Yorkshire, w dystrykcie metropolitalnym Rotherham. Leży 15 km na północny wschód od miasta Sheffield i 230 km na północ od Londynu. Miejscowość liczy 2018 mieszkańców.